# 特鲁旺
特鲁旺（法語：Trouvans，法語發音：[tʁuvɑ̃]）是法国杜省的一个市镇，属于贝桑松区。

## 地理
特鲁旺（47°25'24"N, 6°20'54"E）面积2.69 平方千米，位于法国勃艮第-弗朗什-孔泰大區杜省，该省份为法国东部内陆省份，北起上索恩省，西接汝拉省，东部及东南部与瑞士接壤，东北部与贝尔福地区省接壤。
与特鲁旺接壤的市镇（或旧市镇、城区）包括：里朗、于昂蒙特马尔坦、梅桑当、图尔南、韦尔讷。

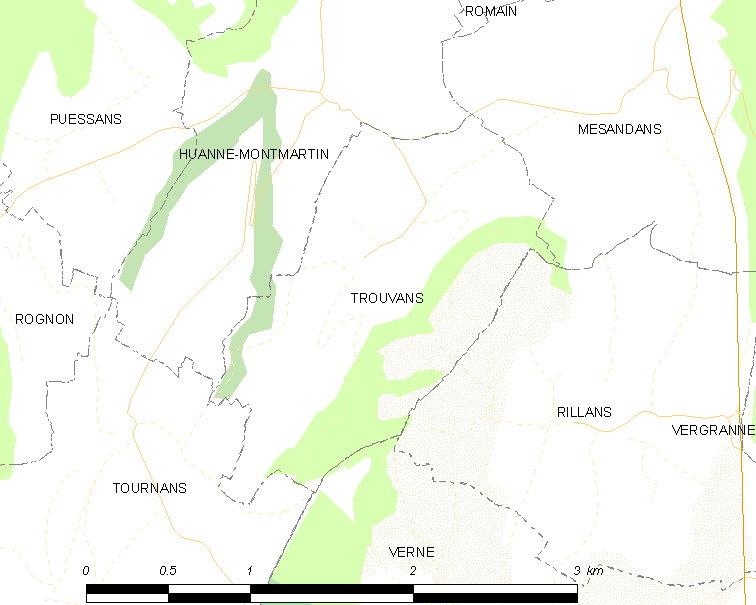
特鲁旺的OSM定位图

特鲁旺的时区为UTC+01:00、UTC+02:00（夏令时）。

## 行政
特鲁旺的邮政编码为25680，INSEE市镇编码为25572。

## 政治
特鲁旺所属的省级选区为博姆莱达姆县。

## 人口

1962-2008年间特鲁旺人口变化图示

特鲁旺于2022年1月1日时的人口数量为103人。